# Perdagangan II
Perdagangan II is een bestuurslaag in het regentschap Simalungun van de provincie Noord-Sumatra, Indonesië. Perdagangan II telt 4797 inwoners (volkstelling 2010).